# Islandmoos

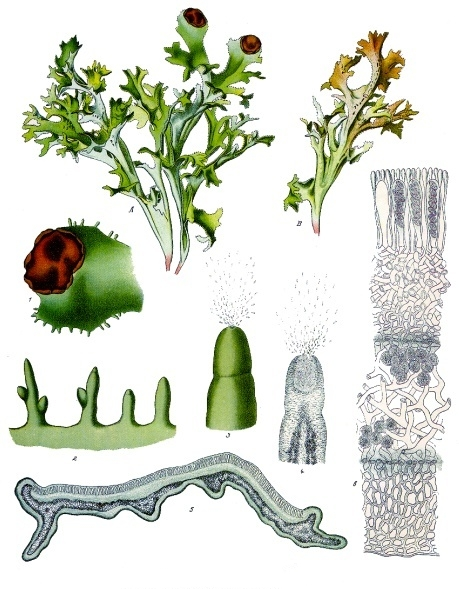
Isländisches Moos (Cetraria islandica), Illustration aus Köhler’s Medizinal-Pflanzen von 1887

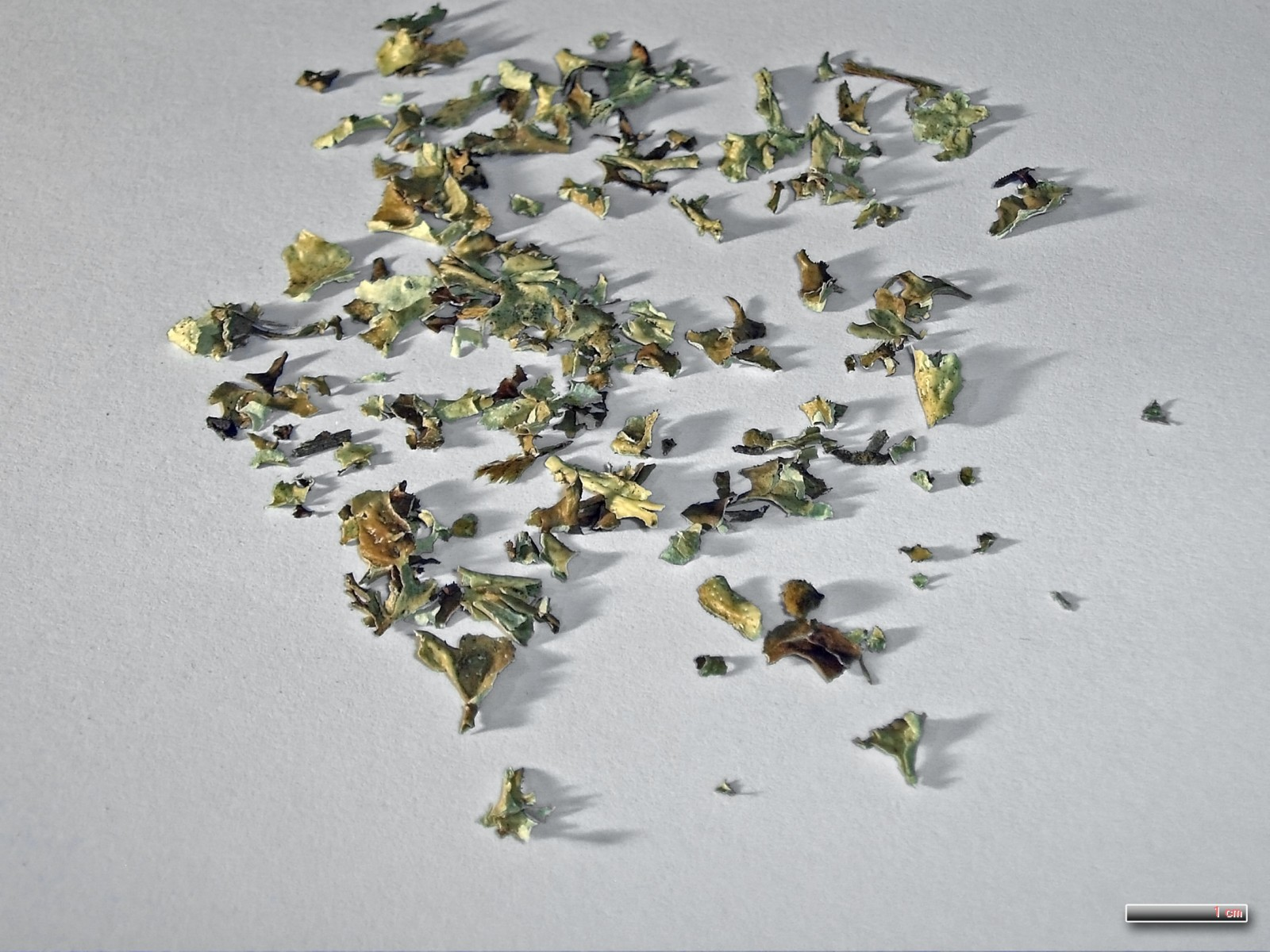
Isländisches Moos in Form der Moosdroge (Lichen islandicus)

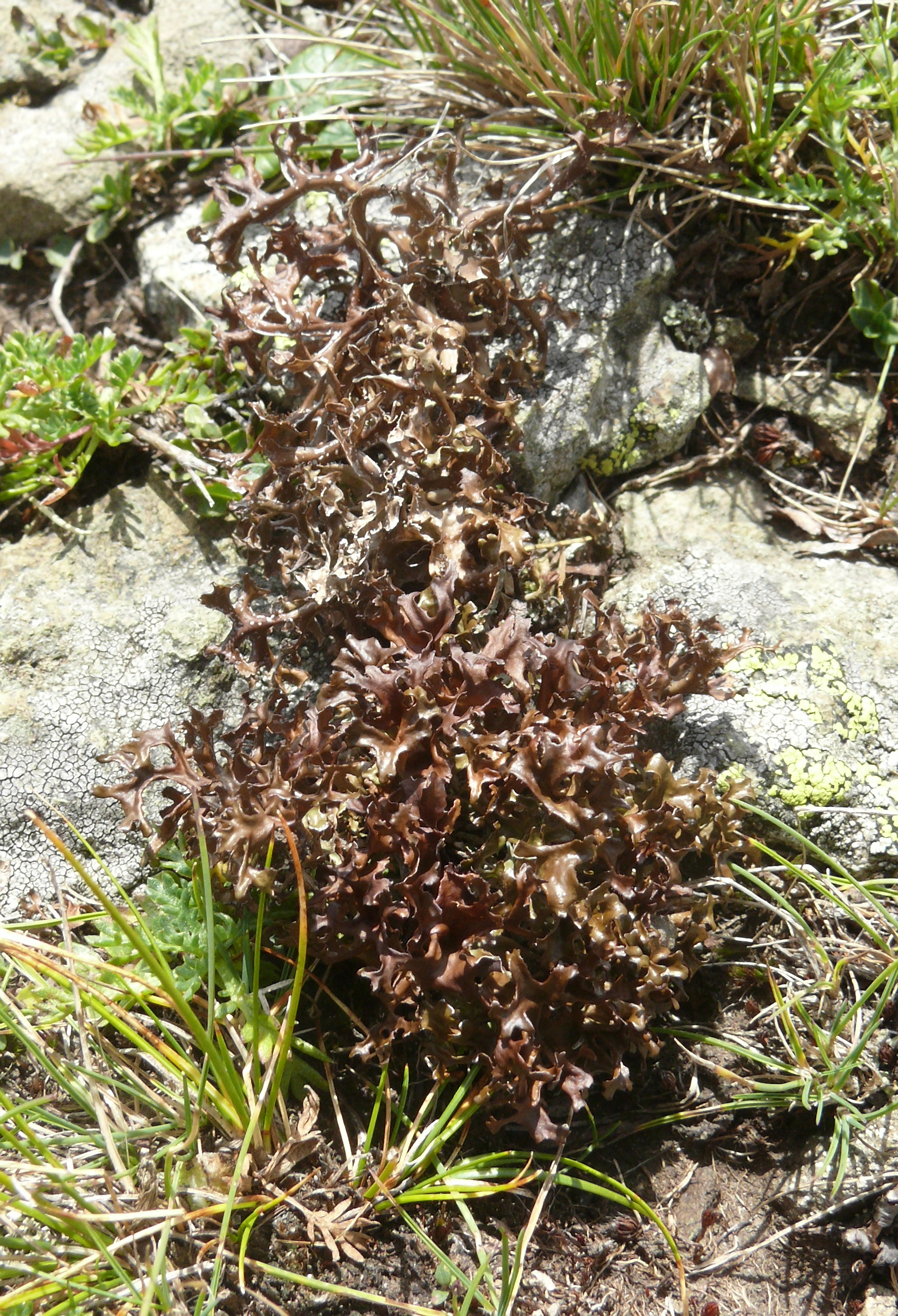
Braun gefärbtes Exemplar an vollsonnigem Standort

Islandmoos (botanisch Cetraria islandica), auch Isländisch Moos, Isländisches Moos, Irisches Moos (nicht zu verwechseln mit Irisch Moos), Lichen Islandicus, Blutlungenmoos, Fiebermoos, Hirschhornflechte oder Graupen (österreichisch) genannt, ist eine polsterförmig wachsende Strauchflechte.

## Beschreibung
Die Flechte wird 4 bis 12 Zentimeter hoch, ihre einzelnen Triebe verzweigen sich geweihartig, sind starr, schuppig und oft rinnig verbogen, auf der Oberseite braungrün, auf der Unterseite weißgrün gefärbt.
Die 3 bis 6 Millimeter flachen Bänder sind am Rand regelmäßig gezähnt.
Je nach Lichtexposition lagern die Flechten unterschiedliche Mengen eines braunen Pigments ein, das als Sonnenschutz dient. Flechten der Hochgebirge sind daher dunkelbraun bis schwarzbraun gefärbt.

## Vorkommen
Islandmoos ist in ganz Europa verbreitet, im Süden jedoch nur in höheren Lagen. Die größten Vorkommen gibt es im Gebirge, in den Schweizer Alpen meist zwischen 1500 und 2500 m Höhe. Im namensgebenden Island stellen Polster bis zu 20 cm Dicke eine Gefahr für Wanderer dar wenn sie Spalten im Lavafeld verdecken. Man findet die Flechte aber auch im Flachland an offenen Standorten auf sandigen Böden. Sie ist typisch für Moore, lichte Kiefernwälder und Zwergstrauchheiden. In der Tundra oder an windexponierten Stellen im Hochgebirge bildet die Art gemeinsam mit anderen Flechten flächendeckende Rasen aus.

## Isländisches Moos in der Phytotherapie (Pflanzenheilkunde)
Die erste bekannte Beschreibung findet sich unter der Bezeichnung Muscus islandicus catharticus in einem Arzneimittelverzeichnis, der Kopenhagener Taxe von 1672. In der Phytotherapie findet der ganze oder zerkleinerte Thallus Verwendung (Lichen islandicus). Die Droge enthält Schleimstoffe (vor allem Lichenin) und bitter schmeckende Flechtensäuren. Der Ausschuss für pflanzliche Arzneimittel der EU hat im November 2014 Lichen islandicus als traditionelles pflanzliches Arzneimittel eingestuft. Die zugelassenen Anwendungsgebiete umfassen die Linderung von trockenem Husten und Entzündungen im Mund- und Rachenraum sowie temporäre Appetitlosigkeit. Als Hustentee wird Lichen islandicus pur oder gemischt eingesetzt.
Die Flechte wird im Spätsommer und Herbst bei trockener Witterung gesammelt. Zu den Sammelgebieten zählen Skandinavien, der Balkan sowie Russland. Um die wertvollen Inhaltsstoffe zu schonen, sollten die Flechten langsam an einem abgedunkelten Ort trocknen.

## Inhaltsstoffe und Wirkungen
Als therapeutisch wirksame Bestandteile enthält Isländisches Moos Bitterstoffe, Flechtensäuren (z. B. Fumarprotocetrarsäure), Iod, Schleimstoffe (Lichenin) und die Vitamine A, B1 und B12.
Es wirkt als Muzilaginosum reizlindernd auf die Schleimhäute im Mund und Rachen, auch bei Entzündungen der Magen- und Darmschleimhaut wird es verwendet. Weiter wirkt es gegen Brechreiz, ist appetitsteigernd, belebend und kräftigend (tonisierend). Den Flechtensäuren wird leicht antibakterielle Wirkung nachgesagt.
Bei hartnäckiger Akne kann eine Therapie mit Isländischem Moos versucht werden.

## Geschichte

### Historische Abbildungen

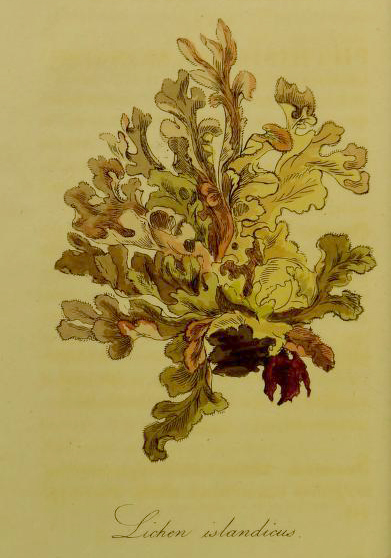
Régnault 1802
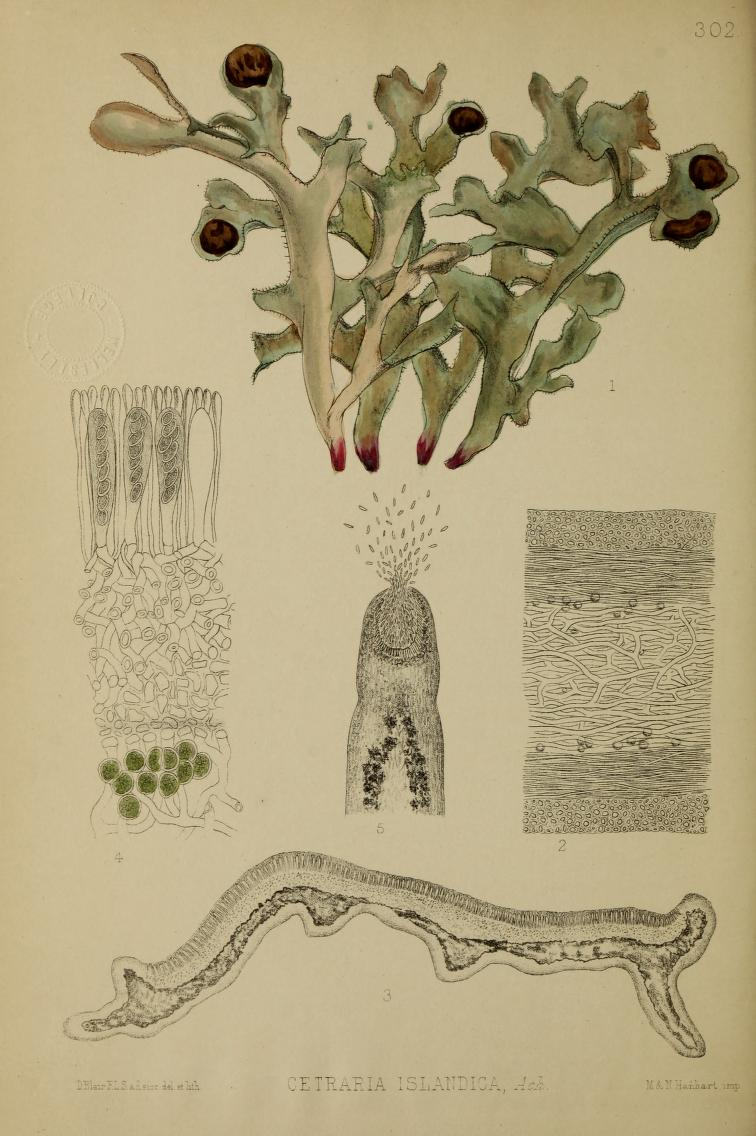
Bentley / Trimen 1880
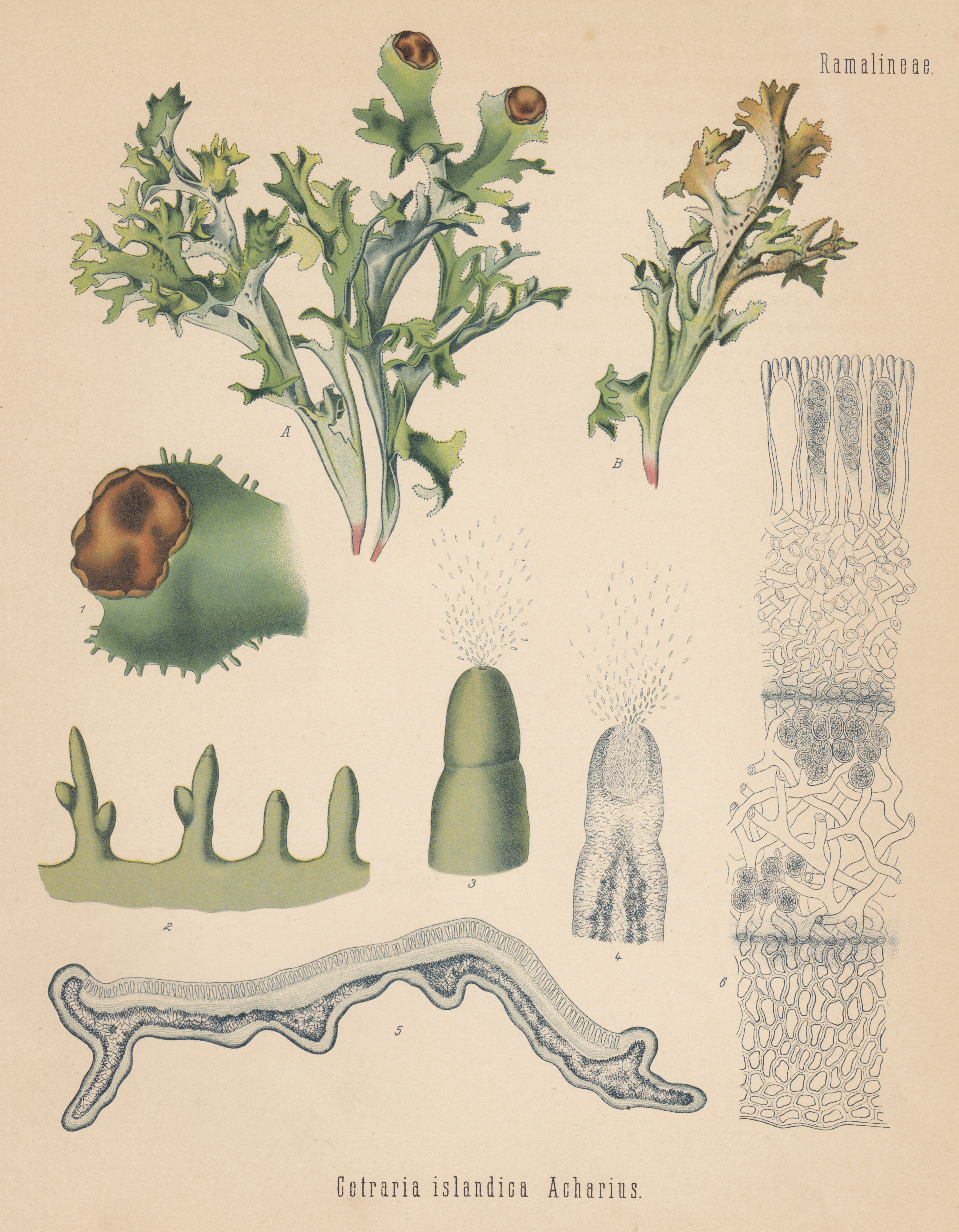
Köhler 1887